# レイモンド・コーエン
レイモンド・コーエン（Raymond Cohen, 1919年7月27日 - 2011年1月28日）は、イギリス出身のヴァイオリニスト。
マンチェスターの生まれ。幼少期からアマチュア・ヴァイオリニストの父から手ほどきを受け、1932年からヘンリー・ホルストに師事し、1934年にはマンチェスターの王立音楽院に入学している。1935年にはハレ管弦楽団に入団し、1938年にはソリストとなった。第二次世界大戦中は王室警備隊の楽隊に所属してクラリネットを演奏していたが、ヴァイオリンの練習の時間を与えられ、そこで演奏レパートリーを増やした。1945年にはカール・フレッシュ国際ヴァイオリン・コンクールで優勝を果たしたことで国際的な名声を獲得し、ロンドン王立音楽院の教授に迎え入れられている。1953年には、ピアニストのアンシア・レアルと結婚し、室内楽にも力を入れるようになった。1959年にトーマス・ビーチャムに請われてロイヤル・フィルハーモニー管弦楽団のコンサートマスターに就任し、1965年まで務めた。この間、1960年には、ビーチャムのロイヤル・フェスティバル・ホールにおける引退演奏となったカール・ゴルトマルクのヴァイオリン協奏曲でソリストを務めた。
ロンドンにて没。